# Homalium smythei
Homalium smythei là một loài thực vật thuộc họ Salicaceae. Loài này có ở Bờ Biển Ngà, Guinea, Liberia, và Sierra Leone. Chúng hiện đang bị đe dọa vì mất môi trường sống.